# Fiat 60 HP
El Fiat 60 HP fue un automóvil fabricado por la compañía italiana Fiat entre los años 1904 y 1909. Compitió en carreras como la París-Madrid de 1903, (conducido por Vincenzo Lancia y Luigi Storero) y el Circuito de Ardennes, junto a otras pruebas.
El 60 HP fue el primer automóvil en presentar el nuevo chasis de acero prensado de Fiat. En la parte superior de la gama estaba la respuesta de Turín al Mercedes Sixty, un monstruo de cuatro cilindros y 10.6 litros. El historiador del automovilismo Michael Sedgwick se refiere al Fiat 60 HP en su libro FIAT.
Muchos de estos autos se fueron a los ricos mercados de exportación, incluido Estados Unidos. Eran populares entre actrices y personajes famosos de la época. Con un radiador de panal de abeja (con licencia de Mercedes), estos autos estaban a la vanguardia de la tecnología; muchos artículos de la época elogiaron su avanzado sistema de lubricación.

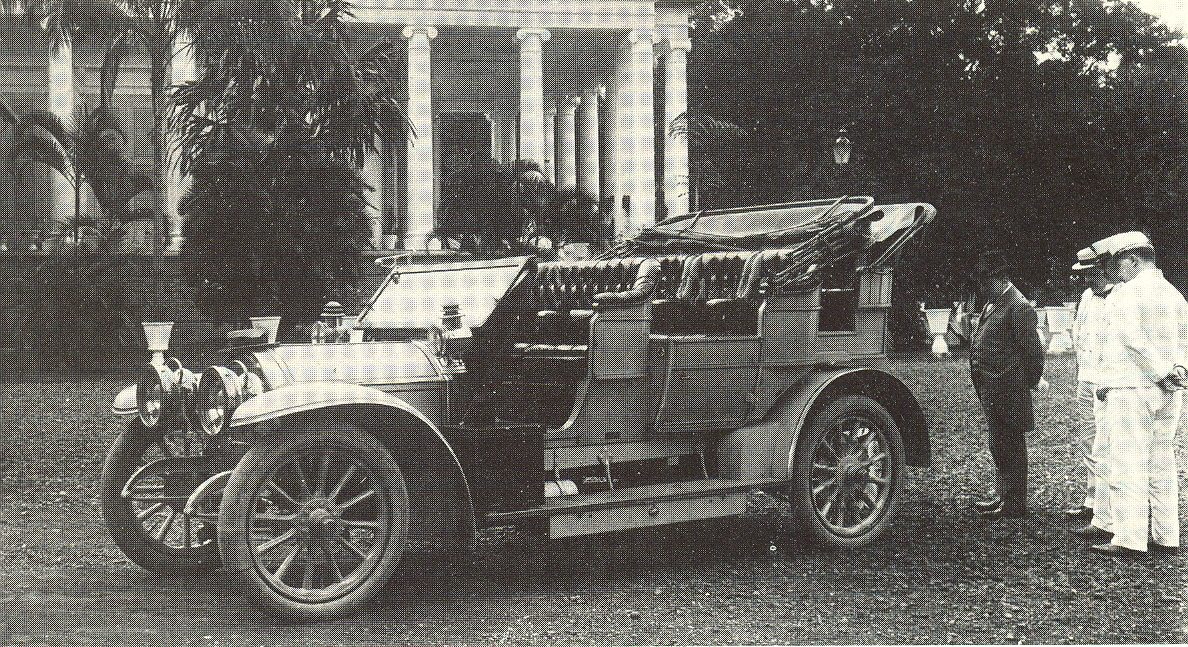
Ejemplar del modelo Fiat 60 HP 3ª serie (1907)

Diseñado con gran lujo de detalles, fue bien recibido por los constructores estadounidenses como Quimby y Demarest. Para facilitar su venta, este automóvil se ofreció en dos versiones con distancias entre ejes diferentes. Originalmente estaba equipado con un motor monobloque de 4 cilindros 60 hp que luego fue reemplazado por un bloque de motor de bi-tri-6 cilindros 50/60 hp y fue fabricado en la planta de Corso Dante.